# Adam Adamant Lives!
Adam Adamant Lives! é uma série televisiva britânica que esteve no ar entre 1966 e 1967 na BBC, protagonizado por Gerald Harper no papel principal. Descrevendo a história de um aventureiro nascido em 1867 que esteve hibernado até 1966, o programa é uma comédia de aventura que mostra um aspecto satírico da vida nos anos 60 pelos olhos de um eduardiano (Adamant desapareceu em 1902 quando Eduardo VII estava no trono há um ano).

## Personagem
A personagem principal, originalmente, passou por vários nomes: Cornelius Chance, Rupert De'Ath, Dick Daring, Dexter Noble, Aurelian Winton, Magnus Hawke e até Darius Crud antes de Sidney Newman ter-se decidido por Adam Adamant, a partir do termo do mineral chamado adamantino, que, desde a época medieval, era vulgarmente referido como diamante. No episódio de estreia: A Vintage Year for Scoundrels, Adam Llewellyn De Vere Adamant - o nome completo - é um cavaleiro eduardiano aventuroso, em 1902, que vai salvar a sua namorada raptada Louise, mas é atraído para uma armadilha onde é capturado e condenado a ficar congelado num bloco de gelo pelo seu inimigo, o Face, cuja identidade é guardada atrás de uma máscara de cabedal e que fala com uma voz baixa e sinistra. O Face concede ao seu prisioneiro um último desejo,  e Adam pede para ver Louise. Mas nos seus últimos momentos de vida antes de ser congelado, Adam percebe, para seu horror, que Louise tinha fingido o seu rapto e que tinha estado a trabalhar com o Face este tempo todo.
Adam é encontrado em 1966, quando um edifício está a ser demolido, e é reanimado. Ao acordar num hospital e desmaiar nas ruas de Londres, Adam é salvo por Georgina Jones e levado para o seu apartamento. Como uma típica mulher dos anos 60, Georgina cresceu a idolatrar Adam através dos contos contados ao longo dos séculos. Ela tenta envolver-se em todos os seus casos, apesar dos seus esforços para impedi-la, e consegue arranjar emprego na cena em questão para se envolver no caso. O papel original foi para Ann Holloway no episódio piloto não transmitido, mas foi substituída por Juliet Harmer quando foi sentido que a performance de Halloway não se tinha integrado na série.
Adam é um espadachim profissional; ele leva uma bengala-espada e matará a sangue frio qualquer inimigo que o mereça. Não é o único herói britânico com tal arma, John Steed de The Avengers tinha uma espada num chapéu de chuva e Lorde Peter Wimsey tinha uma bengala-espada especial com um compasso que estava marcado em polegadas para também ser um medidor. Ele era um Colonel e era voluntário na Yeomanry número 51 desde 1895 - apesar de estar naturalmente registado nos seus registos oficiais como estando "desaparecido, morto presumivelmente" desde 1902. Também é um bom boxer e, ocasionalmente, demonstra capacidades em jujitsu, que foi introduzido em Inglaterra vários anos antes de ser congelado. Adam imediatamente envolve-se no mundo do crime dos anos 60 quando Georgina foi ameaçada depois de quase ter sido testemunha do homicídio do seu avô por protecção numa discoteca. Apesar de não existir indicação de onde vem o seu dinheiro para se sustentar, Adam reconstrói a sua antiga casa, há muito demolida da Albany Street número 26A, no topo de um estacionamento, que comprou no número 17 da Upper Thames Street, no centro de Londres. É acessível por um elevador escondido no outro lado de uma parede, activado de fora pressionando um botão inteligentemente escondido. Também comprou um Mini Cooper S com uma matrícula personalizada AA 1000. O carro é verde escuro e dourado (ou talvez castanho escuro e dourado), tem um tecto de abrir, janelas eléctricas e um interior muito elegante. Era uma edição especial: um Mini de Ville de Harold Radford Coach Builder LTD. Ocasionalmente, fazia trabalhos para o governo britânico, como em More Deadly Than the Sword. Quando é posto inconsciente, Adam normalmente sonha em como é apanhado pelo Face e Louise dizendo-lhe: "Tão esperto, mas tão vulnerável". É adequado, tendo em conta a quantidade de mulheres que se aproveitam da sua ingenuidade eduardiana.
Durante o segundo episódio, Death Has a Thousand Faces, com os eventos dispostos em Blackpool, ele adquire um servo na forma de um antigo artista de música e apresentador de marionetas, William E. Simms. A personagem foi originalmente feita por John Dawson, que se magoou nas costas durante os ensaios para The Sweet Smell of Disaster e não foi possível continuar; o papel foi novamente a escolha, indo para Jack May. Em termos de moda, a série capturou bem as mudanças graduais, em 1966/67, dos estilos desde Swinging London ao estilo mais boémio (eventualmente hippie) que caracterizaram os finais dos anos 60. Adam tem o seu aniversário de 100 anos no último episódio, A Sinister Sort of Service, e recebe um telegrama da Rainha (um episódio personalizado que chegou a essa idade), assim como um bolo de aniversário com cem velas.
O episódio de estreia da segunda série, A Slight Case of Reincarnation, mostra o regresso do Face, que não era visto desde A Vintage Year for Scoundrels; o seu regresso no dia actual é explicado pelo facto de ter estado congelado desde 1902, com Louise (que, claro, envelheceu naturalmente) a olhar por ele durante anos até à altura de ser reanimado. O Face aparece em mais 5 episódios durante a segunda série - chamados Black Echo, Face in a Mirror, Tunnel of Death, The Ressurectionists e A Sinister Sort of Service - onde surge no principal vilão de cada história, mas enquanto Adam o derrota em todas as ocasiões, o Face nunca é apanhado, escapando sempre para lutar outro dia e procurando vingança em Adam na próxima vez.
Apesar de não necessitar, Gerald Harper usou falsas sobrancelhas baseadas nas da própria maquilhadora. Também usava uma peruca. Harper era um pouco míope e usava óculos, que retirou pouco antes de começar a filmar. A sua miopia causava que os seus oponentes mantivessem a distância nas lutas de espadas uma vez que, como uma actor chegou a dizer, ele poderia, sem querer, tirar-lhe um olho. Quando a série terminou, a maquilhadora costurou as sobrancelhas num tecido com "Aqui estão as sobrancelhas de Adam Adamant, 1966-1967" por baixo, que foi emoldurado e dado a Harper como lembrança. Harper também ficou com a bengala-espada de Adam, e ambos permanecem na parede de sua casa até ao dia de hoje.

## Criação da série
Adam Adamant Lives! foi chamada, por observadores modernos, "O que Doctor Who fez a seguir", devido ao fato de, pelo menos, três alunos do Doctor Who ter posições chave no episódio inicial. Mais óbvio foi ter reunido a produtora Verity Lambert com o Diretor de Drama Televisivo Sydney Newman. Juntos estiveram no centro de todas as decisões tomadas sobre o lançamento do Doctor Who. Mas a série também trouxe Donald Cotton, que no mesmo ano tinha escrito dois episódios para Doctor Who, na órbita de Newman. Cotton e o seu parceiro Richard Harris escreveram o primeiro argumento, A Vintage Year for Scoundrels, e foram creditados como co-criadores.[carece de fontes?] Ao longo dos anos, Newman foi citado com criador do programa. Até a BBC chegou a propagandar esta ideia, chamando-lhe o criador até de algumas páginas dedicadas ao programa, mas não aos outros. Na verdade, mais facilmente deverá ser visto como o produtor executivo ou como tendo "desenvolvido as séries para a televisão". Adam Adamant Lives! foi um rápido substituto para uma outra série - uma adaptação das aventuras de um detective literário Sexton Blake. Quando os direitos da personagem acabaram, os escritores Donald Cotton e Richard Harris sentiram, juntamente com o editor de argumento Tony Williamson, voltarem com uma ideia substituta.Perto do fim da sua vida, Newman indicou que tinha, na verdade, estado significativamente envolvido na escrita, sugerindo que a sua crítica Mary Whitehouse tinha sido parcialmente uma inspiração para a personagem. Como Doctor Who que o precedeu, Adam Adamant Lives! foi um programa criado com comissão e circunstância. Muitas das filmagens no exterior foram feitas nos Estudios 3 e 5, na BBC Television Centre em Londres.

## Influências e legado

### The Avengers
Em paralelo com as aventuras com uma mulher de "última moda" nos anos 60, foi desenhado o programa concorrente na ITV The Avengers. Também havia semelhança com Mr. Rose (Granada, 1967) no qual William Mervyn era um inspector da polícia reformado e que era ajudado por uma secretária jovem (Gillian Lewis) e um mordomo (Donald Webster). Contudo, como Adam Adamant foi um substituto de última hora para outro conceito, o grau com que a BBC tencionava com outros semelhantes como The Avengers é pouco claro. 
Contudo, um artigo de 2006 na BBC Four com uma retrospectiva The Cult of...Adam Adamant Lives! detectou mais do problema quando Lambert e os outros principais foram entrevistados para a câmara.
Esta visão tardia foi ecoada pelos fãs dos The Avengers. Na verdade, uma biografia tendenciosa dos Avengers sobre Adamant com Gerald Harper, que frequentemente também protagonizou no programa da ITV, sem graça chama a Adamant "vergonhosamente modelado aos The Avengers". Apoia esta afirmação demonstrando como episódios individuais do Adamant paralelizam com os The Avengers. Finalmente, aponta que na segunda série do Adamant, estava para começar em directa competição com os Avengers em algumas parte da Inglaterra, fazendo comparações contemporâneas entre os dois programas, impossíveis para os espectadores
Observadores mais neutros reflectem geralmente, esta perspectiva dicotómica. Anthony Clark do British Film Institute nota que enquanto o programa "tem uma dívida para com os Avengers", foi "a resposta da BBC ao sucesso da ITV com as séries de espiões e de acção como The Saint (1962-69) e Danger Man (1960-69)". Chegou a chamar à personagem de Adamant "mais aventuroso da época do império do que um espião". Um artigo da Television Haven admite que enquanto o programa foi "longamente citado como a resposta da BBC aos The Avengers" na verdade "deve mais ao estilo habilidoso, espírito e formato do sucesso fenomenal de Lew Grade do que elegantes e sofisticadas palhaçadas de Steed e Mrs Peel". 
A premissa do programa tem mais do que uma semelhança passageira ao regresso do Capitão América, em 1964, à Marvel Comics (completamente sem relação) The Avengers. Ambas as personagens são aventureiros de uma era anterior.

### Doctor Who
O retrato de Harper de Adamant foi citado como formativo pela interpretação de Jon Pertwee do Doctor. Um escritor diz que o retrato de Pertwee "roçava o zeitgeist do tempo, pedindo emprestado a contemporâneos como Adam Adamant Lives!, Doonwatch, Quatermass e James Bond no cinema. O guia de episódios do Doctor Who, da BBC, é mais específico, falando de paralelos entre as cenas inagurais do do Terceiro Doctor no hospital com aqueles de Adamant no seu episódio inicial, A Vintage Year for Scoundrels.

### Austin Powers
"Adamant" é frequentemente visto como parcialmente inspirador para Austin Power: Internacional Man of Mystery. Em particular, alusões são vistas entre a forma como Powers, como Adamant, são reavivados de um sono de criogênio e feitos amigos de uma mulher atraente que é conhecida por saber as suas características antes de ser congelado. A fórmula é reversa em Powers, contudo, nesse a sua parceira, Vanessa Kensington, não está impressionada com os seus antigos serviços, enquanto que a Georgina Jones é uma fã positiva de Adamant.

### Blue Peter
A segunda série das aventuras de Blue Peter, em 2002, The Quest, The Hunt for the Blue Stone, interpretado por um vilão de uma máscara chamado The Visage, que é claramente baseado no Face. Tal como no precedente dos anos 60, a sua identidade está escondida atrás de uma máscara (apesar de ser de porcelana em vez de cabedal) e fala numa voz baixa e sinistra, enquanto que visage é outra palavra para cara (face).

## Cancelamento
As razões para o cancelamento de Adam Adamant Lives! variam conforme a fonte. O crítico de televisão Paul Stump opina em The Cult of...Adam Adamant! que o programa terminou devido aos The Avengers serem uma versão mais "sexy, esperta, melhor fundada" do mesmo conceito. O website de fãs mais famoso começa por dizer que Sidney Newman, enquanto Director do Drama Televisivo, cancelou o programa devido a "diferentes opiniões entre ele e a sua estrela". Um website de fãs dos Avengers concorda com ambas as afirmações. Diz que os valores da produção não combinavam com The Avengers e que apesar de boa classificação "Newman não estava feliz com o programa no geral, e com a estrela em particular". Adam Adamant foi um dos vários programas deserdado da BBC apesar da sua popularidade: outros exemplos incluíam o popular Paul Temple com Francis Matthews e Ros Drinkwater, e a série de Verity Lambert Virtual Murder comNicholas Clay e Kim Thomson.

## Episódios perdidos
Existem originalmente 29 episódios a preto e branco compostos em duas séries, mais um episódio piloto não emitido chamado Adam Adamant Lives (sem ponto de exclamação). A sequência de 1902 é tudo o que se conhece de ter sobrevivido a este episódio não visto da série, e apenas existe porque foi mais tarde usado novamente em A Vintage Year for Scoundrels. Nenhuma argumento do Adam Adamant Lives é conehcido por existir, e a única documentação que resiste é a descrição dada no Drama Early Warning Synopsis a 10 de Março de 1966; isto está incluído no livro Adam Adamant Lives!: Notas vistas acompanhado de um DVD numa caixa de Adam Adamant Lives!: The Complete Collection lançada pela 2entertain Ldt. em Julho de 2006.
A primeira série, com a excepção de Ticket to Terror, foi feito numa mistura de fita de 16 mm para a sequência de localizações, e multi-câmera no estúdio usando 625-linha eletrónica nas câmeras. Em vez de ser editado numa cassete de vídeo, como era normal nos procedimentos das BBC, a série foi editada inteiramente em fita, com a saída das câmaras a ser editada, para ser mais fácil editar. A pré-filmagem exterior para cada episódio foi inserido no programa via telecine durante as gravações no estúdio.
Ticket to Terror da primeira série, e toda a segunda série, foi feita com a normal casete de mistura e fita da BBC, com a segunda série a ser editada numa cassete de linha 405. A limpeza a BBC nos anos 70 resultou que não existisse nenhuma cassete hoje em dia. As gravações de fita não sobreviveram todas, e num caso, um episódio numa fita de 35 mm é conhecida por ter sido destruída.
O resultado de tudo isto são apenas 16 episódios que permanecem nos arquivos quando a BBC percebeu o valor do material, incluindo o primeiro e último episódios emitidos. Ainda permanecem na forma de fita de 35 mm, com vários episódios em fita de 16 mm. No caso de alguns episódios a localização ainda existe, e tem sido usada para recuperar os episódios perdidos. O último episódio da Série Um, D for Destruction, pensava-se que estava entre os perdidos para sempre, mas foi recuperada em 2003 - encontrada nos arquivos da BBC numa fita sem nome. Tem sido passada todos os anos no evento Missing Believed Wiped.
Uma campanha, do BBC Archive Treasure Hunt, continua a procurar por episódios perdidos.

### Lista de episódios perdidos
| Serie | Episode No. | Episódio perdido               | Data original de emissão |
| ----- | ----------- | ------------------------------ | ------------------------ |
| 0     | Pilot       | Adam Adamant Lives             | Não emitido              |
| 1     | 14          | Ticket To Terror               | 29 Setembro 1966         |
| 2     | 1           | A Slight Case of Reincarnation | 31 Dezembro 1966         |
| 2     | 3           | Conspiracy of Death            | 14 Janeiro 1967          |
| 2     | 4           | The Basardi Affair             | 21 Janeiro 1967          |
| 2     | 5           | The Survivors                  | 28 Janeiro 1967          |
| 2     | 6           | Face in a Mirror               | 4 Fevereiro 1967         |
| 2     | 7           | Another Little Drink           | 11 Fevereiro1967         |
| 2     | 8           | Death Begins at Seventy        | 18 Fevereiro 1967        |
| 2     | 9           | Tunnel of Death                | 25 Fevereiro 1967        |
| 2     | 10          | The Deadly Bullet              | 4 Março 1967             |
| 2     | 11          | The Resurrectionists           | 11 Março 1967            |
| 2     | 12          | Wish You Were Here             | 18 Março 1967            |

## Noutros media

### VHS
Adam Adamant Lives!
Etiqueta: BBC Video
Data de lançamento: Junho 1991
Catálogo nº: BBCV 4613
Disponibilidade: Apagado
Contem os dois primeiros episódios da série um, A Vintage Year for Scoundrels e Death Has a Thousand Faces, mais tarde substituído por The Village of Evil. Apesar de haver rumores de outras duas estreias no fim de 1991, mas não surgiram devido a fracas vendas.

### DVD
Adam Adamant Lives!: The Complete Collection
Etiqueta: 2entertain Ltd.
Data de lançamento: 26 July 2006
Catálogo nº: BBCDVD 1479
Disponibilidade: Disponível
O conjunto de 5 DVD da Region 2 contém todos os 17 episódios sobreviventes em forma digitalmente renovada. Inclui o livro de 64 páginas de Adam Adamant Lives!: Viewing Notes, escrito porAndrew Pixley.
Características especiais:
- This Man is the One: documentário de 52 minutos com Gerald Harper, Juliet Harmer, Verity Lambert and Brian Clemens. Apresentado por Mark Gatiss.
- Commentary Tracks: Disponível em A Vintage Year for Scoundrels e A Sinister Sort of Service. Com Gerald Harper, Juliet Harmer and Verity Lambert.
- Adam Adamant's Wheels: Mini documentário de 7 minutos sobre o carro Mini Cooper S de Adam Adamant.
- Missing Sounds: Extracto áudio do episódio perdido da segunda série A Slight Case of Reincarnation.
- Outtakes: Cenas não passadas dos episódios A Vintage Year for Scoundrels e Sing a Song of Murder.
- Photo Gallery: Galeria de fotos durante 13 minutos com fotos a preto e branco e a cores da série, mais cenas dos episódio não transmitido, acompanhado de música da série- incluindo a versão inteira de The Adam Adamant Theme por Kathy Kirby.
- PDFs: (DVD-Rom para PC/Mac)

– Artigos Radio Times
– Argumentos completos dos 12 episódios perdidos
– The Adam Adamant Annual
– TV Comic, TV Comic Holiday Special eTV Comic Annual comic strip stories
Note: Tanto no lançamento do VHS como no do DVD, A Vintage Year for Scoundrels e Death Has a Thousand Faces tiveram edições de música a partir das músicas originais dos Rolling Stones. Route 66 foi substituída por Piano Rocket do CD de Parry Music Library Time Periods 1, enquanto que a música seguinte Bye bye blues do CD KOK Library no lugar de Now I've Got a Witness.

## Lista de episódios
O episódio piloto não transmitido Adam Adamant Lives, não existe mais nos arquivos da BBC, e acredita-se que está perdido para sempre.
Toda a série um está na posse da BBC, com a excpção de Ticket to Terror. A série dois não ficou melhor com apenas Black Echo e A Sinister Sort of Service existentes.
| Ep | № | Original airdate |
| -- | - | ---------------- |

| Ep | № | Title | Original airdate |
| -- | - | ----- | ---------------- |